# Novi Grad (Słowenia)
Novi Grad – wieś w Słowenii, w gminie Sevnica. W 2018 roku liczyła 39 mieszkańców.